# Charles-Laurent Salch
Charles-Laurent Salch, né le 27 juillet 1941 à Seebach, est un historien et écrivain français, historien de l'art, anthropologue, archéologue, docteur en archéologie médiévale.
Spécialiste des châteaux forts, il se consacre à l'étude des sites fortifiés, fortifications et châteaux du Moyen Âge.
Il a fondé l'association Chantiers d'études médiévales en 1960, le centre d'archéologie médiévale de Strasbourg en 1968 et le centre d'étude des châteaux-forts (CECF) en 1977.

## Biographie
Élève de Robert Gall et Claude Buret en dessin et peinture à l'École des Arts décoratifs de Strasbourg (devenue aujourd'hui l'École supérieure des arts décoratifs de Strasbourg), de Louis Grodecki en histoire de l'art, de Hans Zumstein et de Jean-Marie Pesez en archéologie.
En 1960-1963, il collabore à l'édition française des Dernières Nouvelles de Colmar dont le rédacteur en chef était Claude Mura.
Après des études en Histoire, anthropologie et archéologie, il prépare son doctorat d’archéologie médiévale, sous la direction de Jean-Marie Pesez, sur le sujet de l’Ortenberg. Charles-Laurent Salch crée, en 1977, le Centre d'étude des châteaux-forts.
Son doctorat d’archéologie médiévale portait sur le château de l'Ortenbourg (l’Ortenberg), et a été réalisé sous la direction de Jean-Marie Pesez. Ses travaux touchant autant à la sociologie qu'à l'histoire architecturale, le rôle et le fonctionnement d'un édifice ou d'un groupe d'habitations.
À travers ses nombreuses activités, ses travaux et publications Charles-Laurent Salch suscite en permanence un intérêt plus scientifique de la castellologie (étude des châteaux du Moyen Âge, plus précisément du Xe au XVe siècle et, par extension, des autres fortifications de cette époque). Ses actions contribuent puissamment au sauvetage de ces documents essentiels de la civilisation médiévale, trop souvent voués à la destruction, à l'abandon voire au vandalisme.
Sa science des châteaux est basée sur l’analyse in situ de milliers de monuments dans toute l'Europe, ou encore à partir de plus de 12 000 fiches et de nombreux relevés rien qu'en Alsace. Il examine les châteaux du point de vue de leur nombre, et essaie de retracer leur histoire : quand, en quelles circonstances ont-ils été construits, et du point de vue de leur rôle dans la société guerrière et chevaleresque du Moyen Âge.
Tout est passé au crible par les équipes qu'il dirige : les constructions de montagne, les petits repaires, les châteaux de plaine...

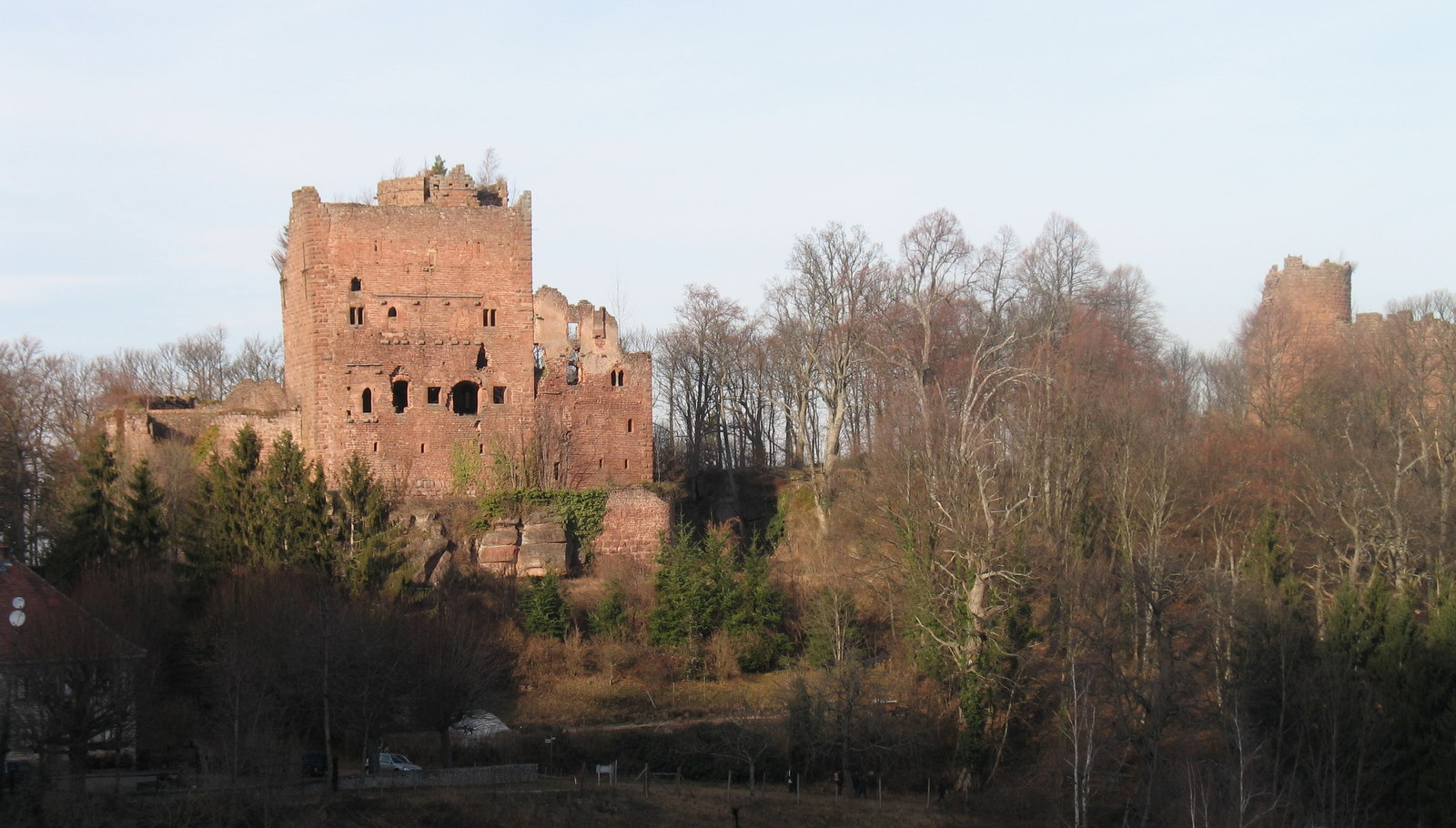
Châteaux d'Ottrott : Rathsamhausen & Lutzelbourg
- Consolidation de l'enceinte romane, de la tour nord-ouest de l'enceinte du Rathsamhausenn. Consolidation du palais du Lutzelbourg et de l'enceinte haute par l'association Chantiers d'Études Médiévales.

Ce travail de fourmis lui permet de publier et de contribuer à des publications touchant à des domaines élargis à l'architecture castrale, la poliorcétique, les structures architecturales, le développement historique des techniques des bâtisseurs, l'armement médiéval et la guerre, les objets de la vie quotidienne, mais aussi les renseignements sur le statut et l'origine de leurs propriétaires...
Il s’est aussi engagé directement pour leur conservation, en intervenant in situ à travers les actions de l' "Association Chantiers d’Études Médiévales" qu’il a fondée en 1960,.
À ce titre, il est intervenu dans une vingtaine de sites à travers la France, en Poitou, en Aquitaine, en Vallée du Rhône, en Provence et en Alsace,...

## Œuvres
Il est auteur de nombreuses études, articles et livres sur les châteaux d'Alsace et d'autres régions de France et en Europe,.
Une sélection parmi ses publications :
- Charles-Laurent Salch et Martinez Dominique, Dictionnaire des châteaux de l'Alsace médiévale, Éditions Publitotal, 1976, 391 p. ;
- Charles-Laurent Salch, Dictionnaire des châteaux et des fortifications du Moyen Âge en France, Strasbourg, Editions Publitotal, 4ème trimestre 1979, 1287 p. (ISBN 2-86535-070-3)
- Charles-Laurent Salch, Dictionnaire des châteaux et des fortifications du moyen âge France, Editions Publitoral, 1987 (ISBN 978-2865350704) ;
- Charles-Laurent Salch, Nouveau Dictionnaire des Châteaux Forts d'Alsace, Ittlenheim, alsatia, Conception et réalisation Lettrimage, 1991, 384 p. (ISBN 2-7032-0193-1)Dessins de relevés et d'illustration de Walther Herrmann, André Lerch, Christian Rémy, Photographies Dominique Martinez
- Charles-Laurent Salch, La Clé des châteaux-forts, Lichtenberg, éditions Lettrimage, 1995, 382 p. (ISBN 2-910303-01-2)
- Atlas des châteaux-forts d'Europe :
  - Charles-Laurent Salch, Donjons-logis en Belgique, Bourgogne, par delà, Strasbourg, Chantiers d'études médiévalesn°44
- Imagiers des châteaux et remparts d’Alsace :
  - Charles-Laurent Salch, Imagiers des châteaux et remparts d’Alsace, 1370-1970, vol. 1, Strasbourg, Châteaux-forts d'Europe-Castrum Europe, 2010, 160 p. (ISSN 1253-6008)N° 53/54/55 2010. Tome 1 : A – F
  - Charles-Laurent Salch, Imagiers des châteaux et remparts d’Alsace, 1370-1970, vol. 2, Strasbourg, Châteaux-forts d'Europe-Castrum Europe, 2011, 362 p. (ISSN 1253-6008)N°56/57/58/59 2011. Tome 2 : G à O
  - Charles-Laurent Salch, Imagiers des châteaux et remparts d’Alsace, 1370-1970, vol. 3, Strasbourg, Châteaux-forts d'Europe-Castrum Europe, 2011, 581 p. (ISSN 1253-6008)N° 63/64/65/66 2013. Tome 3 : P à Z : 1370-1970
- Christian Kempf et Charles-Laurent Salch, Photographes entre Vosges et Forêt-Noire 1839-1939, Strasbourg, Chantiers d'études médiévales, 2021en 3 volumes. * Volume 1 : 156 p. ; * Volume 2 : C-G 383 p. ; * Volume 3 H-K : 608 p.
- Atlas des châteaux-forts en France :
  - Charles-Laurent Salch et Burnouf Joëlle, Atlas des châteaux-forts en France, 1977 ;
  - Charles-Laurent Salch, L'Atlas des villes et villages fortifiés en France (Moyen Âge), Bulletin monumental, 1979 (lire en ligne), pages 77-78 ;
  - Charles-Laurent Salch, Atlas des villes et villages fortifiés en France du Ve siècle à la fin du XVe siècle, Strasbourg, Éditions Publitotal, 1987, 495 p. (lire en ligne) ;
  - Charles-Laurent Salch, Nouvel Atlas des châteaux et fortifications en Pyrénées-Orientales, Strasbourg, Chantiers d'études médiévales, 2004n° 29
  - Charles-Laurent Salch, Nouvel Atlas des châteaux et fortifications en Bouches-du-Rhône, Strasbourg, Chantiers d'études médiévales, 2008, 156 p.n° 46. En collaboration  avec  Danielle Fèvre et Jérôme-M.Michel
  - Charles-Laurent Salch et Anne-Marie Durupt, Nouvel Atlas des châteaux et fortifications Puy-de-Dôme, Strasbourg, Chantiers d'études médiévales, 2009n° 49